# Torre Angela (Cordoba)
La Torre Angela est un gratte-ciel de Cordoba en Argentine, achevé en 1983. Il atteint 110 mètres pour 31 étages.